# خیزش ترتر (۱۹۲۰ میلادی)
خیزش ترتر (انگلیسی: Tartar Uprising) نخستین خیزش در برابر تهاجم ارتش سرخ به جمهوری خلق آذربایجان در سال ۱۹۲۰ میلادی بود. رشید آقا جوانشیر (از نوادگان پناهعلی‌خان جوانشیر بنیان‌گذار خانات قره‌باغ) یکی از رهبران این خیزش بود.

## رخدادها
در ۲۱ مه ۱۹۲۰ ساکنان شهرستان ترتر خیزش مسلحانه‌ای را برپا کردند.  آنها با کشتن ۸۰ سرباز ارتش سرخ، نافرمانی خود را از دولت جدید شوروی اعلام کردند.  فرمانده ارتش سرخ نیز به دست شورشیان کشته شد.

## سرکوب خیزش
پس از گذشت ۳ روز، داداش بنیادزاده و چنگیز ایلدیریم برای سرکوب قیام به منطقه گسیل شدند.  در همان زمان، برای جلوگیری از این خیزش، دولت شوروی نیروهای مسلح را به شهرستان ترتر فرستاد.  خیزش ترتر در ماه مه به شکل ددمنشانه‌ای سرکوب شد.  برخی از روستاها با گلوله باران به آتش کشیده شد.  پس از مدت کوتاهی سرکوب خیزش ترتر، خیزش تازه‌ای در قره‌باغ آغاز شد و مردم تارتار به  این خیزش پیوستند.